# Шайтанка (Новолялинський міський округ)
Шайта́нка (рос. Шайтанка) — селище у складі Новолялинського міського округу Свердловської області.
Населення — 216 осіб (2010, 342 у 2002).
Національний склад населення станом на 2002 рік: росіяни — 92 %.